# Erimococcus limoniastri
Erimococcus limoniastri  (лат.) — вид полужесткокрылых насекомых семейства мучнистых червецов (Pseudococcidae), единственный в составе рода Erimococcus. Впервые описан в 1935 году энтомологами Х. Приснером и М. Хосни.

## Распространение, образ жизни
Эндемик Египта. Описан из окрестностей города Мерса-Матрух на северо-западе страны.
Паразитирует на Limoniastrum monopetalum.

## Систематика, синонимика
Вид Erimococcus limoniastri изначально был описан в 1935 году как Phenacoccus limoniastri (то есть как представитель рода Phenacoccus). В 1966 году Е. М. Эззат выделил вид в отдельный род Erimococcus, и заново описал насекомое под текущим таксономическим именем.
Синонимичные названия:	
- Phenacoccus limoniastri Priesner & Hosny, 1935
- Spinococcus limoniastri (Priesner & Hosny, 1935) Tang, 1992